# Tadeusz Kurnatowski
Tadeusz Kurnatowski, ps. „Opolec” (ur. 16 października 1887 w Dąbrowie, zm. 1940) – podpułkownik kawalerii Wojska Polskiego, kawaler Orderu Virtuti Militari.

## Życiorys
Urodził się 16 października 1887 roku w Dąbrowie, w rodzinie rolnika Michała i Marii z d. Narkiewicz. Ukończył sześć klas szkoły handlowej w Kielcach. W latach 1909–1913 służył w Armii Imperium Rosyjskiego .
W sierpniu 1914 roku wstąpił do 1 pułku ułanów Legionów Polskich. Awansował na stopień plutonowego . W lipcu 1917 roku wstąpił do Polskiej Siły Zbrojnej. Od 13 maja do 23 listopada 1918 roku był uczniem klasy „E” (III) w Szkole Podchorążych Piechoty. 
Po odzyskaniu przez Polskę niepodległości został przyjęty do Wojska Polskiego. Został awansowany na stopień rotmistrza kawalerii ze starszeństwem z dniem 1 czerwca 1919. W wojnie polsko-bolszewickiej walczył w szeregach 7 pułk ułanów, za co otrzymał Order Virtuti Militari. 27 sierpnia 1920 roku został zatwierdzony z dniem 1 kwietnia 1920 roku w stopniu rotmistrza, w kawalerii, w grupie oficerów byłych Legionów Polskich.
W 1923 pozostał w macierzystym 7 pułku ułanów. W listopadzie 1924 został przydzielony na stanowisko dowódcy szwadronu pionierów 2 Dywizji Kawalerii w Warszawie. Został awansowany na stopień majora kawalerii ze starszeństwem z dniem 1 stycznia 1927. W kwietniu 1928 został przeniesiony do 5 pułku strzelców konnych w Tarnowie na stanowisko kwatermistrza. W lipcu 1929 został zatwierdzony na stanowisku zastępcy dowódcy pułku. 24 grudnia 1929 został mianowany podpułkownikiem ze starszeństwem z 1 stycznia 1930 i 23. lokatą w korpusie oficerów kawalerii. Od 15 stycznia 1936 do 31 marca 1938 był dowódcą 17 pułku ułanów wielkopolskich w Lesznie. Następnie, od 1 lutego 1938 do 1 sierpnia 1939 pełnił stanowisko dowódcy 18 pułku ułanów pomorskich w Grudziądzu. 
W czasie mobilizacji został dowódcą Ośrodka Zapasowego Kawalerii „Stanisławów”. Po wybuchu II wojny światowej i kampanii wrześniowej był internowany na Węgrzech, gdzie zmarł w 1940 . Po 60 latach został ekshumowany i pochowany na cmentarzu parafialnym w Śremie (sektor 5-3-12).
Jego córką była dr Halina Kurnatowska-Służewska, lekarz (1921–2012).

## Ordery i odznaczenia
- Krzyż Srebrny Orderu Wojskowego Virtuti Militari nr 5430 (17 maja 1922)[22][2][23]
- Krzyż Niepodległości (12 maja 1931)[24]
- Krzyż Walecznych[25][26]
- Złoty Krzyż Zasługi (19 marca 1935)[27][28]
- Medal Pamiątkowy za Wojnę 1918–1921[29]
- Medal Dziesięciolecia Odzyskanej Niepodległości[29]
- Odznaka „Za wierną służbę”[30]
- Odznaka 5 Pułku Strzelców Konnych[30]
- Odznaka 7 Pułku Ułanów Lubelskich[30]
- Państwowa Odznaka Sportowa[30]
- Odznaka Strzelecka[30]